# 602e régiment de circulation routière
Le 602e régiment de circulation routière (602e RCR) est un régiment de l'armée de Terre française, dissous le 29 juin 1999.

## Histoire
Héritier des commissions régulatrices automobiles de la Première Guerre mondiale, il est créé en 1949 à Vincennes, transféré à Montlhéry en 1969 jusqu'en 1977, où il rejoint Dijon.
En 1991 Lieutenant-Colonel Bruss chef de corps du 602ème R.C.R. 
En 1993, il tient garnison à Fontainebleau, où il est dissous le 29 juin 1999.

## Traditions

### Étendard

Dessin du revers de l'étendard du.

Il porte, cousues en lettres d'or dans ses plis, les inscriptions :
- Voie sacrée 1916
- La Marne 1918

### Insignes
- Groupe de circulation routière, rondache verte fond vert foncé, fort de Vincennes rose des vents fleur de lys dorée.
- Rondache verte, fond rouge, rose des vents, oiseau aigle argenté, fleur de lys dorée - les armes de la ville de Montlhéry.
- Insigne du 602e RCR, les armes de la ville de Dijon.
- 602e régiment de circulation routière, Fontainebleau, écu couronné.

### Devise
« Fonce devant fais ce que dois »

### Missions
Les missions du régiment sont des missions d'aide à la mobilité d'une force opérationnelle terrestre, missions dévolues dans d'autres armées aux unités de police militaire. Elles comprennent :
- La participation aux missions de sûreté ;
- L'escorte des convois ;
- Le renseignement des états-majors sur le déroulement des différents mouvements des troupes amies
- L'appui direct au déplacement en zone de combat (reconnaissance et balisage des itinéraires, signalisation et sécurisation des accès, etc) ;

Participe avec la gendarmerie mobile aux opérations Asparagus puis Bison futé a partir de 1969 en binôme (1 motard de la gendarmerie et 1 motard du GCR 602)
- Intervention en cas d'incident lors d'un mouvement de troupe (régulation, balisage, aide aux unités) ;
- La mise en œuvre de plates-formes d'embarquement par voie aérienne ou maritime ;
- Le balisage et l'appui logistique de régulation de circulation lors des défilés du 14 juillet (positionné place de la Concorde, il assurait le positionnement des troupes, la coordination et le minutage de leur départ, organisait la récupération des véhicules en panne).

Agissant avec son "sister ship", le 601e régiment de circulation routière d'Arras, lequel était plus spécialisé sur le terrain Centre Europe, le 602e RCR était rattaché à la force d'action rapide et participait à ce titre aux opérations extérieures hors territoire national.

### Organisation
À sa dissolution en 1999, le 602e RCR était organisé comme suit :
- 1 escadron de commandement et de logistique ;
- 1 escadron d'instruction ;
- 4 escadrons de circulation ;
- 1 escadron de circulation de réserve.

### Matériels
- VLTT Peugeot P4
- Camions TRM 2000
- Camions GBC 8KT
- Motos Cagiva 350 cm3
- Aéronefs de reconnaissance ULM "Balerit"
- Véhicules de l'avant blindé (VAB) en OPEX
- FAMAS
- PA MAC 50
- AANF1
- Mitrailleuse .50
- LRAC 89mm